# Taeniogyrus dendyi
Taeniogyrus dendyi is een zeekomkommer uit de familie Chiridotidae.
De wetenschappelijke naam van de soort werd in 1925 gepubliceerd door Theodor Mortensen.